# Kevin Burdette

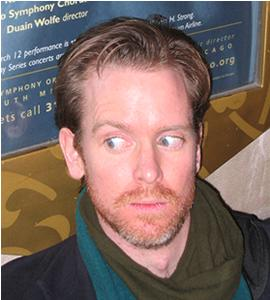
Kevin Burdette

Kevin Burdette es un cantante (bajo) que nació y creció en Knoxville, Tennessee. Ha trabajado como solista en la Ópera Metropolitana, Ópera de Santa Fe, Ópera de Seattle, Teatro Colón, Ópera de Dallas, Ópera de San Diego, Ópera de Ciudad de la Nueva York, Opéra de Montréal, Ópera Lírica de Boston, Ópera Glimmerglass, Ópera de Filadelfia, y en el Festival Spoleto, así como en muchas compañías de ópera regional que incluyen Florentine Ópera, Opéra de Quebec, Portland Ópera, Ópera Lírica de la Ciudad de Kansas, Ópera de Atlanta, Ópera de Virginia, Compañía de Ópera Wolf Trap, Teatro de la Ópera de Chicago, Ópera de Memphis, Ópera de cámara de Gotham, Knoxville Ópera, Ópera Grand Rapids, Ópera de Toledo, y la Ópera Lírica de San Antonio. En 2015, hizo el papel de Beck Weathers en la obra de Joby Talbot Everest, de Blindman y Stobrod Thewes en Cold Mountain de Jennifer Higdon, Eric Gold y el Fantasma de Bazzetti en Great Scott de Jake Heggie, y Ob en Becoming Santa Claus de Mark Adamo.
Sus compromisos de concierto incluyen trabajos de solo con la Orquesta Sinfónica de Chicago, la Filarmónica de Los Ángeles (con Gustavo Dudamel), la Orquesta Philharmonia (con Esa-Pekka Salonen), la Orquesta Sinfónica Nacional, Orquesta Sinfónica Americana, Les Violons du Roy, la Sinfónica de Seattle, la Orquesta Sinfónica de Cincinnati, la Sociedad de Música de Cámara del Lincoln Center, la Orquesta Sinfónica de New Jersey (con Neeme Järvi), la  Orquesta Sinfónica de Berkeley (con Kent Nagano), Orquesta Sinfónica de Utah (con Keith Lockhart), la Sinfónica de Nashville, la Boston Barorque, la Orquesta EOS, AXIOMA Ensemble (con Alan Gilbert), y la Orquesta Sinfónica de Virginia, así como en lugares que incluyen el Carnegie Hall, Avery Fisher Hall, Walt Disney Concert Hall, Alice Tully Hall, Weill Recital Hall, Chicago's Orchestra Hall, y San Francisco Davies Symphony Hall.
Beneficiario de los premios Richard F. Gold Career Grant (concedido por la Shoshana Fundation), Dra. Marcia Robbins-Wilf y el Alumni Promise Award de la Universidad de Tennessee, fue presentado en el New York City Opera como un artista que demostraba una capacidad dramática excepcional. Ha sido miembro tanto del programa de artistas jóvenes de l'Opéra National de Paris como del de la Ópera de San Francisco.
Burdette estudió su Máster en Interpretación Vocal en el Juilliard School, dos Licenciaturas en Arte de la Universidad de Tennessee, y pasó un año estudiando en la Universität für Musik und darstellende Kunst Wien.